# Taj Muhammad Jamali
Mir Taj Muhammad Jamali (1939 - 1 april 2009) was een Pakistaans politicus en was bij de algemene verkiezingen van 2008 gekozen als lid van het Nationaal Assemblee van Pakistan. In het verleden was Jamali hoofdminister van Beloetsjistan.
Jamali was de neef van de voormalige eerste minister van Pakistan Zafarullah Khan Jamali en van de ondervoorzitter van de Senaat Jan Mohammad Jamali. In de periode 1988-1989 waren zij alle drie een tijd hoofdminister van Beloetsjistan.